# 石坎崖墓群
石坎崖墓群位於重慶市江津区四面山鎮石坎村南300公尺處，在四面山風景區邊緣。墓群分布在南北長100公尺、高5公尺的砂岩壁上，墓葬皆座東向西，共五座。依次編號為M1～M5。1991年4月16日公佈為四川省第三批省級重點文物保護單位。2000年9月7日列為第一批重慶市文物保護單位。

## 簡介[3]
墓群均為單室墓，弧形頂。M1、M2為單門楣；M3、M5為兩層門楣，M4為三層門楣。墓群內有浮雕和線刻。
- Ml外壁右側有一長約0.2公尺的線刻魚。
- M2外壁右側有一高約0.6公尺的線刻人物。
- M3室內右側有石函一口，長1.6公尺，寬0.4公尺、高0.6公尺。室內左壁有淺浮雕人像二，前者高0.6公尺，頭戴官帽，身著寬袖長袍，右手執法杖，腰佩長劍；後者頭戴梁冠，著寬袖長袍，雙手執印，高0.56公尺。二人均為側身像，似向前行走的樣子。
- M4的第一層門楣上方有門簪兩枚，左門枋上有浮雕人首蛇身女媧像，高0.6公尺，女媧雙手托月。
- M4和M5之間的外壁有線刻岩畫二組。第一組在門楣上方，共刻五人均為女性。高約0.23公尺，頭挽丫髻，著寬袖長裙，束腰，手執帶柄圓形器物。似為舞蹈狀，形象生動。第二組位於中間偏上，為漁獵圖。一男子挽弓搭箭，對著上方一隻欲撲的猛虎，其下為一著寬袖長袍的男子雙手上舉，右手托一魚鷹。魚鷹旁有一條長約0.4公尺的魚。
- M5的右側外壁有雜技圖，下面一人雙手平伸保持平衡，上有一人雙腳踩在其肩上，兩人共高0.6公尺。

此外，還有零星的禽畜圖像。在墓群左側20公尺處，有隸書『曹橫石』三字。M4楣上方有線刻文字，但已模糊不辨。石坎墓群的題記，雖然未曾辨明，但僅一山之隔的沙河鄉，其長溝墓群的三座崖墓均刻有「延熹二年」、「延熹三年」，「中平四年」等年代題記，屬東漢墓葬。而一應規格，形式，均與石坎崖墓相同。因此，石坎崖墓也應為東漢墓葬。